# Folksworth
Folksworth est un village du Cambridgeshire, en Angleterre.